# Janpai Puzzle Chōkō
Janpai Puzzle Chōkō (雀牌パズル 長江, Yangtze River Mahjong Tile Puzzle) (ou Choko) est un jeu vidéo de réflexion du type mah-jong développé par Mitchell et édité par Capcom en août 2001 sur CP System II,.